# Кондрашов, Андрей Юрьевич
Андре́й Ю́рьевич Кондрашо́в (7 августа 1972, Ленинград, СССР) — советский и российский футболист, защитник.

## Биография
Воспитанник ленинградской ДЮСШ «Смена» с восьми лет. В 1989 году провёл 25 матчей за дубль «Зенита»; за главную команду сыграл по одному матчу в Кубке Федерации и Кубке СССР. В 1990 году провёл 12 матчей во второй низшей лиге за ленинградское «Динамо», в следующем году выступал за клубную команду. В 1992 сыграл за «Динамо» 21 матч в первой лиге, в 1993 — 25 во второй. 1994 год провёл в петербургском «Локомотиве», в 1995 году ещё с четырьмя петербургскими футболистами играл в первой лиге во владивостокском «Луче». В 1996—2000 годах в чемпионате России в составе «Зенита» сыграл 107 матчей, забил три гола. В 2001 году отыграл 9 матчей за элистинский «Уралан», но покинул команду из-за жаркого климата. В 2002—2003 годах играл за «Динамо» СПб. После распада команды выступал за «Петротрест» СПб (2004), «Балтику» Калининград (2005), «Химки» (2006). Завершил карьеру в 2007 году в возрождённом на базе «Петротреста» «Динамо».
За сборную России сыграл один матч — 18 ноября 1998 года в гостевой товарищеской игре против Бразилии на 50-й минуте заменил Алексея Смертина.
В 2008 году работал тренером в петербургском «Динамо». После того, как 20 сентября в отставку ушёл главный тренер Вячеслав Мельников, Кондрашов был назначен исполняющим обязанности главного тренера и возглавлял «Динамо» в игре 23 сентября против «Истры» (на сайте sportbox.ru главным тренером в этой игре указан Мельников).
В первой половине 2009 года работал таксистом; с июня 2009 по 2010 — тренер в «Балтике». В 2011 году — тренер в «Петротресте».

## Достижения
- Обладатель Кубка России: 1998/99
- № 2 в списке 33 лучших футболистов чемпионата России (1998)
- Лучший защитник зоны «Запад» второго дивизиона (2004, «Петротрест»)[5].
- Лучший защитник зоны «Запад» второго дивизиона (2005, «Балтик»)[6].
- Победитель первого дивизиона (2006, «Химки»).